# Diallo Ousman Bassarou
Diallo Ousman Bassarou (* 1906 in Say; † 22. Juli 1992 in Niamey) war ein nigrischer Beamter und Politiker. Er war von 1961 bis 1974 Präsident des Höchstgerichts Nigers.

## Leben
Diallo Ousman Bassarou wurde im zur Stadt Say gehörenden Dorf Ganki-Bassarou geboren. Er besuchte Schulen in Say und Dori und arbeitete danach in der Kolonialverwaltung der französischen Niger-Kolonie. 1938 übersiedelte er vom Ort Gouré in die Hauptstadt Niamey, wo er im Finanzamt tätig war. Ousman Bassarou unterstützte 1946 Hamani Diori im Wahlkampf und war auch weiterhin ein Förderer von dessen Nigrischer Fortschrittspartei. In den 1950er Jahren erhielt er einen Posten als Direktor im Ministerium für öffentlichen Dienst.
Nachdem Hamani Diori 1960 zum ersten Staatspräsidenten des unabhängigen Niger gewählt worden war, wurde Ousman Bassarou 1961 zum Präsidenten des Höchstgerichts ernannt. Am 15. April 1974 setzte Seyni Kountché durch einen Putsch Hamani Diori ab. Diallo Ousman Bassarou ging im Mai 1974 als Präsident des Höchstgerichts in den Ruhestand. Er zählte zu den wenigen Mitgliedern der politischen Elite unter Hamani Diori, die nicht verhaftet wurden. Von 1987 bis zu seinem Tod war er noch Kantonschef von Tamou, wo er auch bestattet wurde.

## Ehrungen
- Großkanzler der Nationalorden (1962)
- Kommandeur der Ehrenlegion